# Dalton James
Dalton James (* 19. März 1971 in Sacramento, Kalifornien) ist ein US-amerikanischer Schauspieler. Er studierte am renommierten Playhouse West.
Dalton hat zwei Kinder und ist geschieden.

## Filmografie
- 1992: MacGyver (Fernsehserie, Staffel 7, Folge 13)
- 1992: Crossroads (Fernsehserie)
- 1992: Steinzeit Junior
- 1993: Die Wahrheit führt zum Tod
- 1994: Daddy Cool – Mein Vater der Held
- 1995: Crosstown Traffic
- 1995: Venice Beach Girls (Beach House)
- 1996–1997: Beverly Hills, 90210 (Fernsehserie, 12 Episoden)
- 1999: Held Up – Achtung Geiselnahme!
- 1999–2001: Passions (Fernsehserie, 3 Episoden)
- 2002: Are You a Serial Killer